# 베타-피넨
베타-피넨(beta-Pinene)은 모노테르펜으로, 식물에서 발견되는 유기물이다. 알파-피넨과 함께 피넨의 두 이성질체 중 하나이며, 알코올에는 용해되지만 물에는 용해되지 않는 무색의 액체이다. 베타-피넨은 소나무향이 난다.
베타-피넨은 숲의 나무가 배출하는 화합물 중 가장 그 양이 풍부한 편에 속한다. 공기 중에서 산화될 경우, 피노카베올과 미르테놀에 속하는 알릴형 생성물이 가장 많이 남는다.

## 베타-피넨을 포함하는 식물
다양한 식물 집단에 속한 식물들이 베타-피넨을 포함하고 있다. 다음은 그러한 식물 집단의 몇 가지 예이다.
- Cuminum cyminum[6][7]
- Humulus lupulus[8]
- Pinus pinaster[5]

## 같이 보기
- 레몬